# St. Michael (Obing)

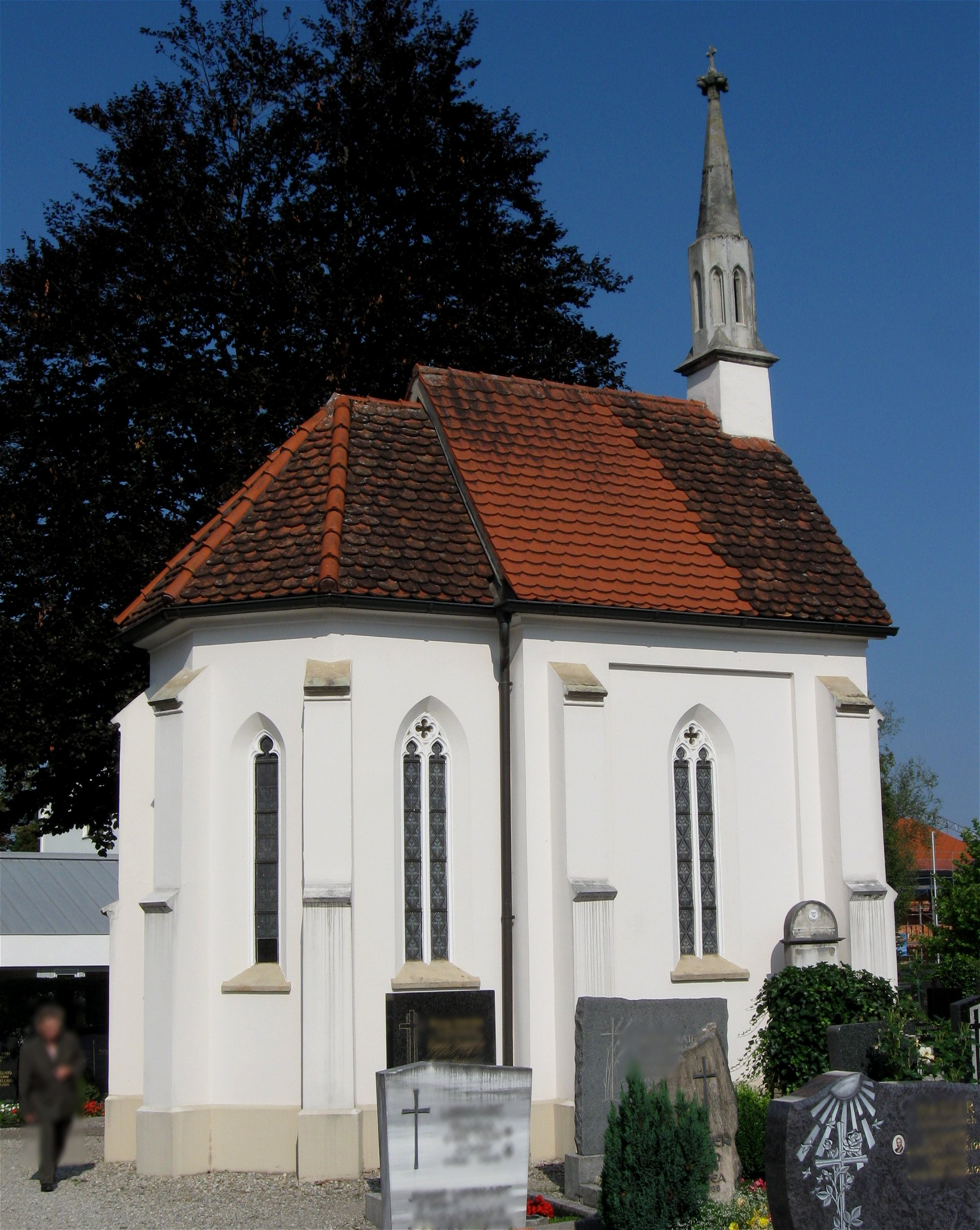
Friedhofskapelle St. Michael in Obing

Die Friedhofskapelle St. Michael in Obing, einer Gemeinde im oberbayerischen Landkreis Traunstein, wurde 1870 errichtet. Die dem Erzengel Michael geweihte Kapelle mit der Adresse Kienberger Straße 2 ist ein geschütztes Baudenkmal.
Der Vorgängerbau, die im Kern spätgotische Allerseelenkapelle, wurde 1869 abgerissen. Der Neubau im Stil der Neugotik wurde vom Wasserburger Maurermeister Michael Geisberger mit einem Dachreiter errichtet. Innen ist die Kapelle ornamental ausgemalt. Der Altar stammt vom Münchner Bildhauer Johann Wirth.